# Доха
 Тази статия е за града в Катар.  За общината вижте Доха (община).  
Доха (на арабски: الدوحة) е столицата и основен финансов център на Катар. Разположен на брега на Персийския залив в източната част на страната, на север от Ал Вакра и на юг от Ал Хор и Лусаил, той е дом на по-голямата част от населението на страната. Това е и най-бързо развиващият се град в Катар, като над 80% от населението на нацията живее в Доха или околните предградия, известни общо като метрополния регион на Доха.  Това е политическият и икономически център на страната.
Доха е основана през 1820-те като разклонение на Ал Бида, най-голямото селище в Катар през XIX век. Официално е обявена за столица на страната през 1971 г., когато Катар получава независимост от Великобритания. Като търговска столица на Катар и един от нововъзникващите финансови центрове в Близкия изток, Доха се счита за глобален град на бета ниво от Мрежата за изследване на глобализацията и световните градове. Доха разполага с Education City, област, посветена на научните изследвания и образованието, и Hamad Medical City, административна зона за медицински грижи. Той също така включва Doha Sports City или Aspire Zone, международна спортна дестинация, която включва Khalifa International Stadium, стадион за Световното първенство по футбол през 2022 г.; Воден център Хамад; и Aspire Dome.
Градът е домакин на първата среща на министерско ниво от кръга за развитие от Доха на преговорите на Световната търговска организация. Освен това е избран за град домакин на редица спортни събития, включително Азиатските игри през 2006 г., Панарабските игри през 2011 г., Световните плажни игри през 2019 г., Световното първенство по водни спортове на FINA, Световното клубно първенство по волейбол на FIVB, финалите на WTA и повечето от игрите на Купата на Азия през 2011 г. През декември 2011 г. Световният петролен съвет провежда 20-ата Световна петролна конференция в Доха. Освен това градът е домакин на преговорите за климата на UNFCCC през 2012 г. и е домакин на Световното първенство по футбол през 2022 г.
Градът също така е домакин на 140-ата асамблея на Междупарламентарния съюз през април 2019 г. и домакин на 18-ата годишна сесия на Рамковата конвенция на ООН за изменението на климата през 2012 г.

## История
Съвременният град Доха се споменава в английски източници от 1765 година – по това време той е малко рибарско селце, наричано Бида. Изглежда през първата половина на XIX век в Бида се установяват суданци, избягали от Абу Даби, които започват да се занимават с пиратство в Персийския залив. Това предизвиква няколко наказателни експедиции от близкия Бахрейн през 40-те години.
През 1847 година в Доха се установява Мохамед ибн Тани, глава на рода Тани. През следващите години с британска подкрепа той установява контрол над полуострова и ограничава пиратството, а синът му Ясим ибн Мохамед ал-Тани става първият емир на Катар, смятан за основоположник на новата държава. Катар остава номинално част от Османската империя до Първата световна война. Османският гарнизон е изгонен от Доха през 1916 година, когато Катар става и официално британски протекторат.
В началото на века Доха има около 12 хиляди жители, а основа на икономиката е ловът на перли. В междувоенния период въвеждането на изкуствено отглеждане на перли в Япония предизвиква срив на цените и тежка икономическа криза в града. Едва след Втората световна война нарастващият добив на нефт, а по-късно и на природен газ, слага край на икономическите проблеми.
Емирите на Катар използват приходите от нефтодобива и в средата на века почти целият град е разрушен и застроен наново с нови модерни сгради. От 1971 година Доха е столица на вече независимата държава Катар. През следващите години е изградено ново пристанище, даващо възможност за обслужване на океански кораби. През 1973 година в града е основан Катарският университет.

## Климат
Климатът в Доха е горещ пустинен (Климатична класификация на Кьопен). Лятото е продължително (от май до септември), със средни температури, надвишаващи 38 °C и често доближаващи 50 °C. Влажността на въздуха е най-ниска през май и юни. През лятото не се наблюдават валежи. Редките случаи на дъжд са в периода от месец октомври до месец март. Средното количество на валежите годишно е едва 75 mm. Зимата е топла и температурите рядко падат под 7 °C. Най-ниската измерена температура в столицата е 3,8 °C, а най-високата – 49 °C.
| Климатични данни за Доха              | Климатични данни за Доха | Климатични данни за Доха | Климатични данни за Доха | Климатични данни за Доха | Климатични данни за Доха | Климатични данни за Доха | Климатични данни за Доха | Климатични данни за Доха | Климатични данни за Доха | Климатични данни за Доха | Климатични данни за Доха | Климатични данни за Доха | Климатични данни за Доха |
| Месеци                                | яну.                     | фев.                     | март                     | апр.                     | май                      | юни                      | юли                      | авг.                     | сеп.                     | окт.                     | ное.                     | дек.                     | Годишно                  |
| Абсолютни максимални температури (°C) | 31,2                     | 36,0                     | 39,0                     | 46,0                     | 47,7                     | 49,0                     | 48,2                     | 48,0                     | 45,5                     | 43,4                     | 38,0                     | 32,2                     | 49                       |
| Средни максимални температури (°C)    | 21,7                     | 23,0                     | 26,8                     | 31,9                     | 38,2                     | 41,2                     | 41,5                     | 40,7                     | 38,6                     | 35,2                     | 29,5                     | 24,1                     | 32,7                     |
| Средни температури (°C)               | 17,0                     | 17,9                     | 21,2                     | 25,7                     | 31,0                     | 33,9                     | 34,7                     | 34,3                     | 32,2                     | 28,9                     | 24,2                     | 19,2                     | 26,68                    |
| Средни минимални температури (°C)     | 12,8                     | 13,7                     | 16,7                     | 20,6                     | 25,0                     | 27,7                     | 29,1                     | 28,9                     | 26,5                     | 23,4                     | 19,5                     | 15,0                     | 21,58                    |
| Абсолютни минимални температури (°C)  | 3,8                      | 5,0                      | 8,2                      | 10,5                     | 15,2                     | 21,0                     | 23,5                     | 22,4                     | 20,3                     | 16,6                     | 11,8                     | 6,4                      | 3,8                      |
| Средни месечни валежи (mm)            | 13,2                     | 17,1                     | 16,1                     | 8,7                      | 3,6                      | 0                        | 0                        | 0                        | 0                        | 1,1                      | 3,3                      | 12,1                     | 75,2                     |
| Брой на дните с валежи                | 1.7                      | 2.1                      | 1.8                      | 1.4                      | 0.2                      | 0                        | 0                        | 0                        | 0                        | 0.1                      | 0.2                      | 1.3                      | 8.8                      |
| ------------------------------------- | ------------------------ | ------------------------ | ------------------------ | ------------------------ | ------------------------ | ------------------------ | ------------------------ | ------------------------ | ------------------------ | ------------------------ | ------------------------ | ------------------------ | ------------------------ |
| Източник:                             |                          |                          |                          |                          |                          |                          |                          |                          |                          |                          |                          |                          |                          |

## Икономика
Доха е икономическият център на Катар. Градът е седалище на множество вътрешни и международни организации, включително най-големите петролни и газови компании в страната – Qatar Petroleum, Qatargas и RasGas. Икономиката на Доха е изградена основно върху приходите, които страната е направила от своята нефтена и газова промишленост. Доха е включен в 15-те най-добри нови града за бизнес на Fortune през 2011 г.
Започвайки в края на 20-ти век правителството стартира множество инициативи за диверсификация на икономиката на страната, за да намали зависимостта си от петролни и газови ресурси. Международното летище в Доха е построено в опит да се втвърди диверсификацията на града в туристическата индустрия. То е заменено от международното летище Хамад през 2014 г. Новото летище е почти два пъти по-голямо от предишното и разполага с две от най-дългите писти в света. Тридесет и девет нови хотела са били в процес на изграждане в града през 2011 г.
В резултат на бързия бум на населението в Доха и повишеното търсене на жилища, цените на недвижимите имоти се повишават значително през 2014 г. Цените на недвижимите имоти претърпяват допълнителен скок, след като Катар спечелва правата за домакинство на Световното първенство по футбол през 2022 г. Al Asmakh, катарска фирма за недвижими имоти, публикува доклад през 2014 г., който разкрива значителни увеличения на цените на недвижимите имоти след пика през 2008 г. Цените са се увеличили с 5 до 10% през първото тримесечие на 2014 г. спрямо края на 2013 г. Проучване от 2015 г., проведено от Numbeo, базирано на множество източници база данни, определя Доха като 10-ия най-скъп град за живеене в световен мащаб. Този темп на растеж довежда до развитието на планирани общности в и около града. Въпреки че спадът на цените на петрола от 2014 г. насам и дипломатическата криза със съседите на Катар забавят растежа на населението на града, държавните разходи са увеличени, за да се поддържа растежът на недвижимите имоти в метрополния регион на Доха.
Работниците в чужбина са превели 60 милиарда долара между 2006 и 2012 г., като 54 процента от паричните преводи на работниците от 60 милиарда долара са насочени към азиатските страни, следвани от арабските нации, които представляват почти половината от този обем (28%). Индия е основната дестинация на паричните преводи, следвана от Филипините, докато САЩ, Египет и съседните ОАЕ следват в списъка. Паричните преводи през 2014 г. възлизат на 11,2 милиарда долара, което се равнява на 5,3% от БВП на Катар.

## Oбразование
Доха е образователен център на страната и приютява голям брой училища и колежи. Първият университет в страната, Катарският университет, е открит през 1973 г. Факултетите в него са били отделни за мъже и жени. В Доха действат и много филиали на чужди университети, например „Карнеги Мелън“, „Корнел“, ХЕК Париж и др.

## Галерия
- Силует на West Bay от Sheraton Park
- Пролетният фестивал в Сук Вакиф, Доха
- Емирът (владетелят) на Катар се помещава в Amiri Diwan, разположен в историческия квартал Al Bidda
- Тези кули близнаци са сред най-ранните кули в Доха и служат като чудесен пример за постмодерна архитектура
- Msheireb Enrichment Center, закотвен край Doha Corniche, е учебен център, фокусиран върху историята и развитието на Доха, по-специално района Musheirib
- Aspire Park, Al Waab е едно от зелените пространства на града, което е част от зоната Aspire
- Силует на Доха през нощта
- Doha Corniche е 7-километровата крайбрежна ивица, която свързва новия квартал West Bay със стария квартал Al-Bidda и Al-Souq на другия край
- Изглед от въздуха на част от града
- Културното селище Катара е проектирано да бъде център на човешкото взаимодействие, свързващо театър, литература, музика, визуално изкуство, конвенции и изложби в планирано развитие на брега
- Сградата на пощата в Катар се намира на главната улица Corniche
- Търговския център Villagio
- Хотел Marsa Malaz Kempinski в Доха

## Известни личности
Родени в Доха
- Абдула бин Халифа ал-Тани (р. 1958), политик
- Тамим бин Хамад ал-Тани (р. 1980), емир
- Хасан ал-Хайдос (р. 1990), футболист

Починали в Доха
- Зелимхан Яндарбиев (1952 – 2004), чеченски политик